# Puccinia fergussonii
Puccinia fergussonii Berk. & Broome – gatunek grzybów z rodziny rdzowatych (Pucciniaceae). Grzyb mikroskopijny pasożytujący na roślinach z rodzaju fiołek (Viola). Wywołuje u niej chorobę zwaną rdzą.

## Systematyka i nazewnictwo
Pozycja w klasyfikacji według Index Fungorum: Puccinia, Pucciniaceae, Pucciniales, Incertae sedis, Pucciniomycetes, Pucciniomycotina, Basidiomycota, Fungi.
Takson ten opisali Miles Joseph Berkeley i Christopher Edmund Broome w 1875 r.
Synonimy:
- Dicaeoma fergussonii (Berk. & Broome) Kuntze 1898
- Micropuccinia fergussonii (Berk. & Broome) Arthur & H.S. Jacks. 1921
- Puccinia fergussonii var. hastata (Cooke) De Toni 1888
- Puccinia hastata Cooke, 1875

## Charakterystyka
Puccinia fergussonii jest pasożytem jednodomowym, tzn. cały jej cykl rozwojowy odbywa się na jednym żywicielu. Jest też rdzą niepełnocyklową, wytwarza tylko jeden rodzaj zarodników – teliospory. Powstają w ciemnobrązowych teliach, które rozwijają się pod skórką rośliny żywicielskiej. Powstają w gęstych skupiskach zarówno na blaszce liściowej, jak i na ogonku. Skórka pęka dopiero pod koniec ich dojrzewania. Z teliów wydostają się wówczas 2-komórkowe teliospory o wymiarach 12–21 × 26 × 46 µm, gładkie, na trzonku o długości ok. 30 µm.
Występuje w Europie, Ameryce Północnej i w Japonii. Jest monofagiem pasożytującym tylko na fiołkach. W Polsce notowana na fiołku błotnym (Viola palustris) i fiołku torfowym (Viola epipsila).